# Sida cordata
Sida cordata là một loài thực vật có hoa trong họ Cẩm quỳ. Loài này được (Burm.f.) Borss.Waalk. miêu tả khoa học đầu tiên năm 1966.